# Шалегово (посёлок при станции)
Шалегово — опустевший поселок при станции в Оричевском районе Кировской области в составе Шалеговского сельского поселения.

## География
Расположен на расстоянии менее 11 км по прямой на запад-юго-запад от районного центра поселка  Оричи у железнодорожной линии Котельнич-Киров.

## История
Населенный пункт был известен с 1939 года как разъезд Шалегово №2, в 1978 году уже станция Шалегово, в 1989 году 9 жителей .

## Население
Постоянное население  не было учтено как в 2002 году, так и в 2010.